# Kuterevói mackómenedékhely
A kuterevói mackómenedékhely (horvátul: Utočište za medvjediće u Kuterevu) a Velebit-hegység lejtői között húzódik meg Kuterevo faluban.
A menedékhelyen az anyjukat valamilyen oknál fogva elvesztett barna medve bocsoknak adnak meg minden gondoskodást. Az emberi odafigyelés sem tudja pótolni a bocsok anyját, ezért még ha fel is nőnek, soha nem kerülnek vissza a vadonba, ugyanis az ott szükséges tudást és képességeket az emberi nevelés folyamán nem sajátítják el. A medvék ezért ezen a helyen élik le az egész életüket.
A menedékhelyet önkéntesek vezetik, adományokból tartják fent, de a szakmai támogatás sem hiányzik Đuro Huber állatorvos, biológus személyében, aki a Zágrábi Egyetem professzora és 1981 óta vezet medvékkel kapcsolatos kutatásokat.

## Képek

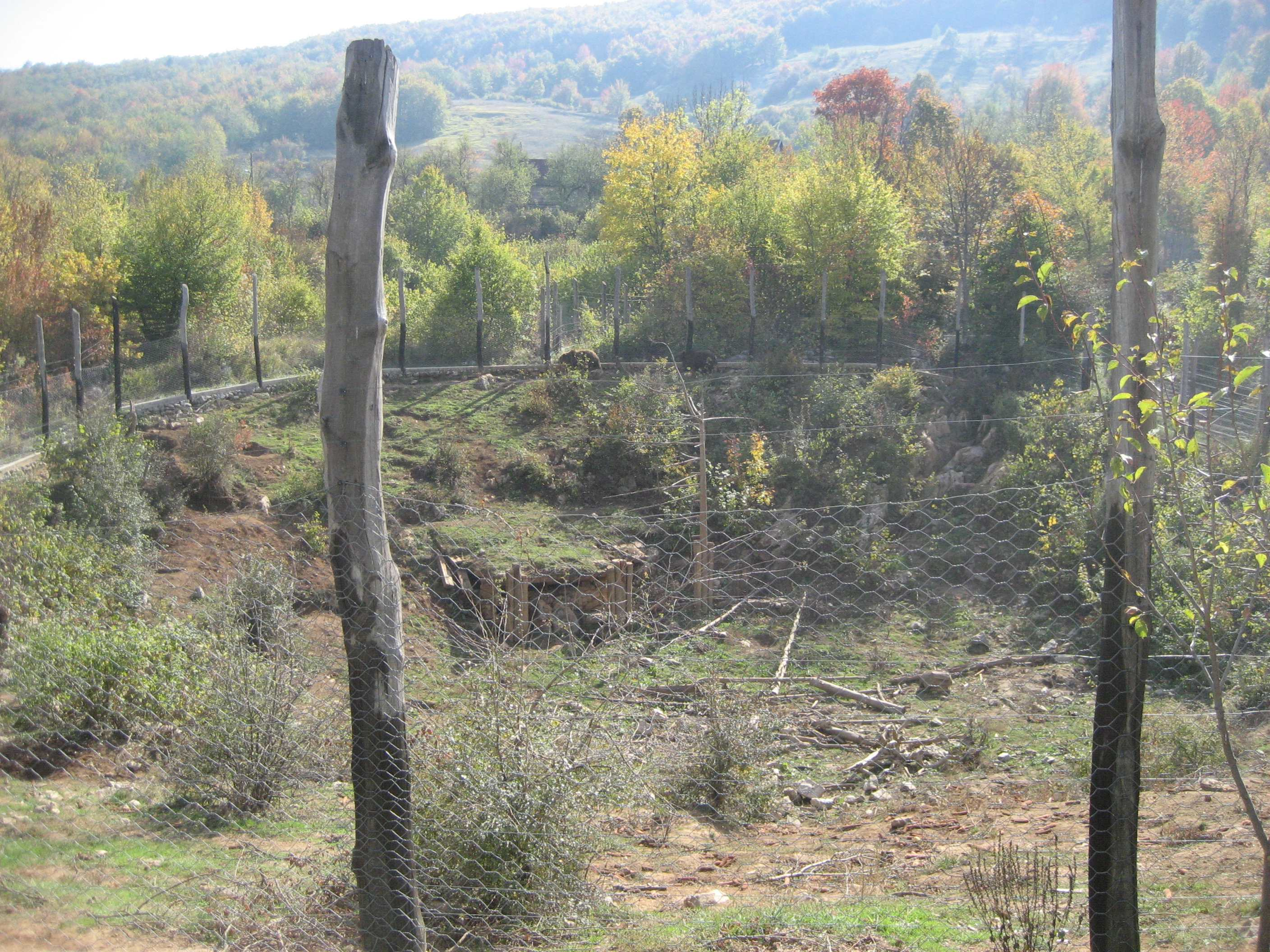
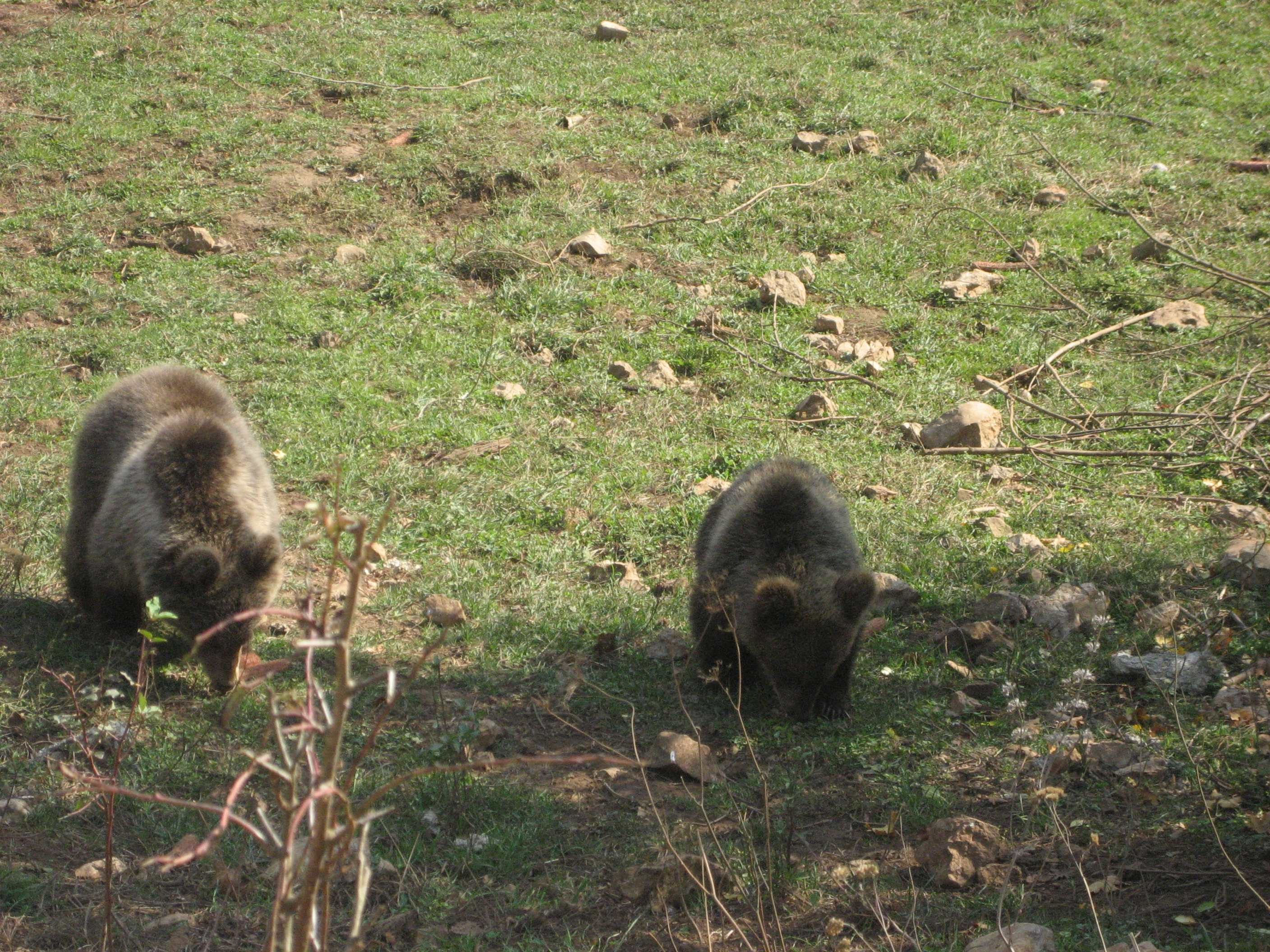
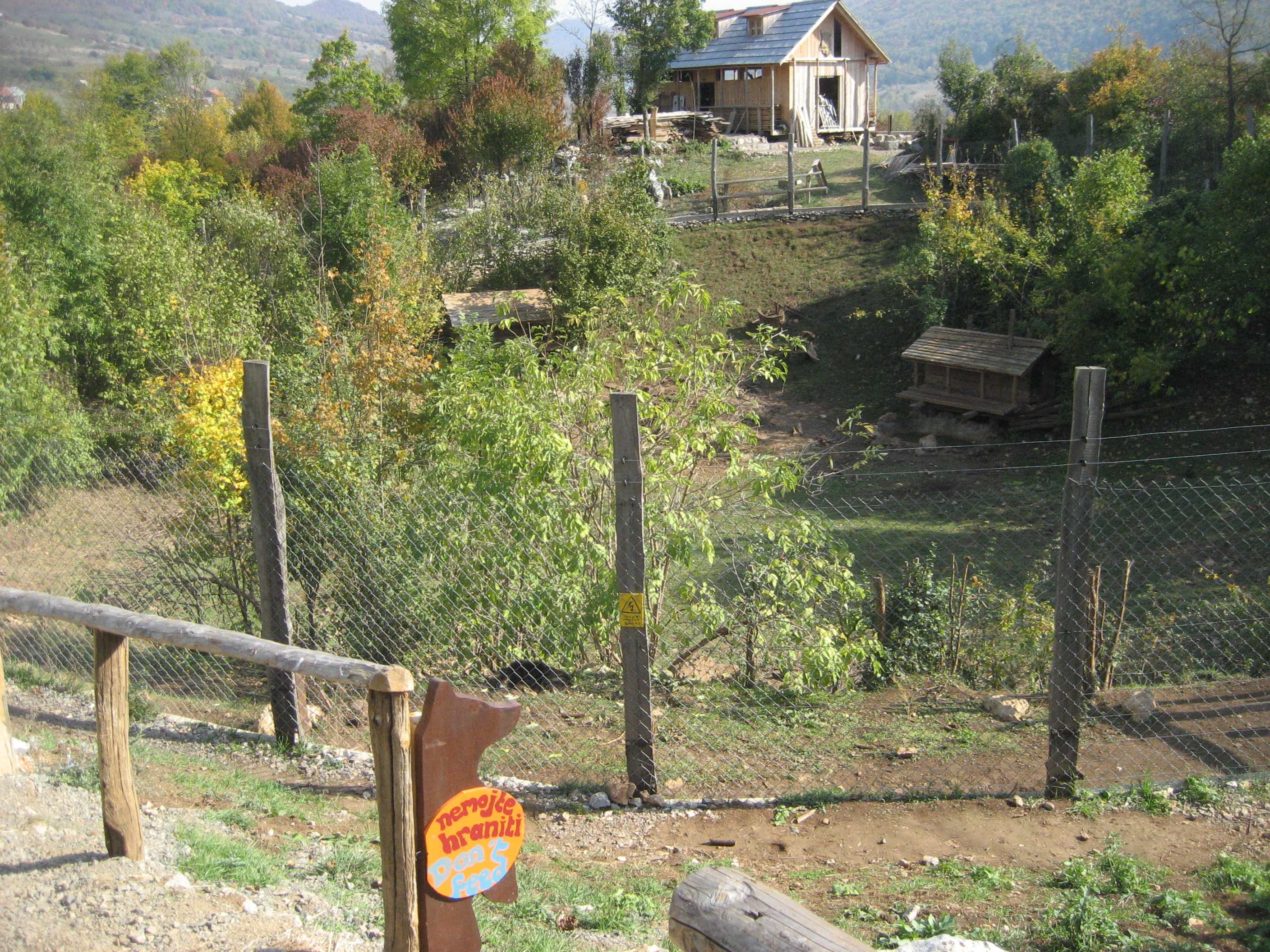
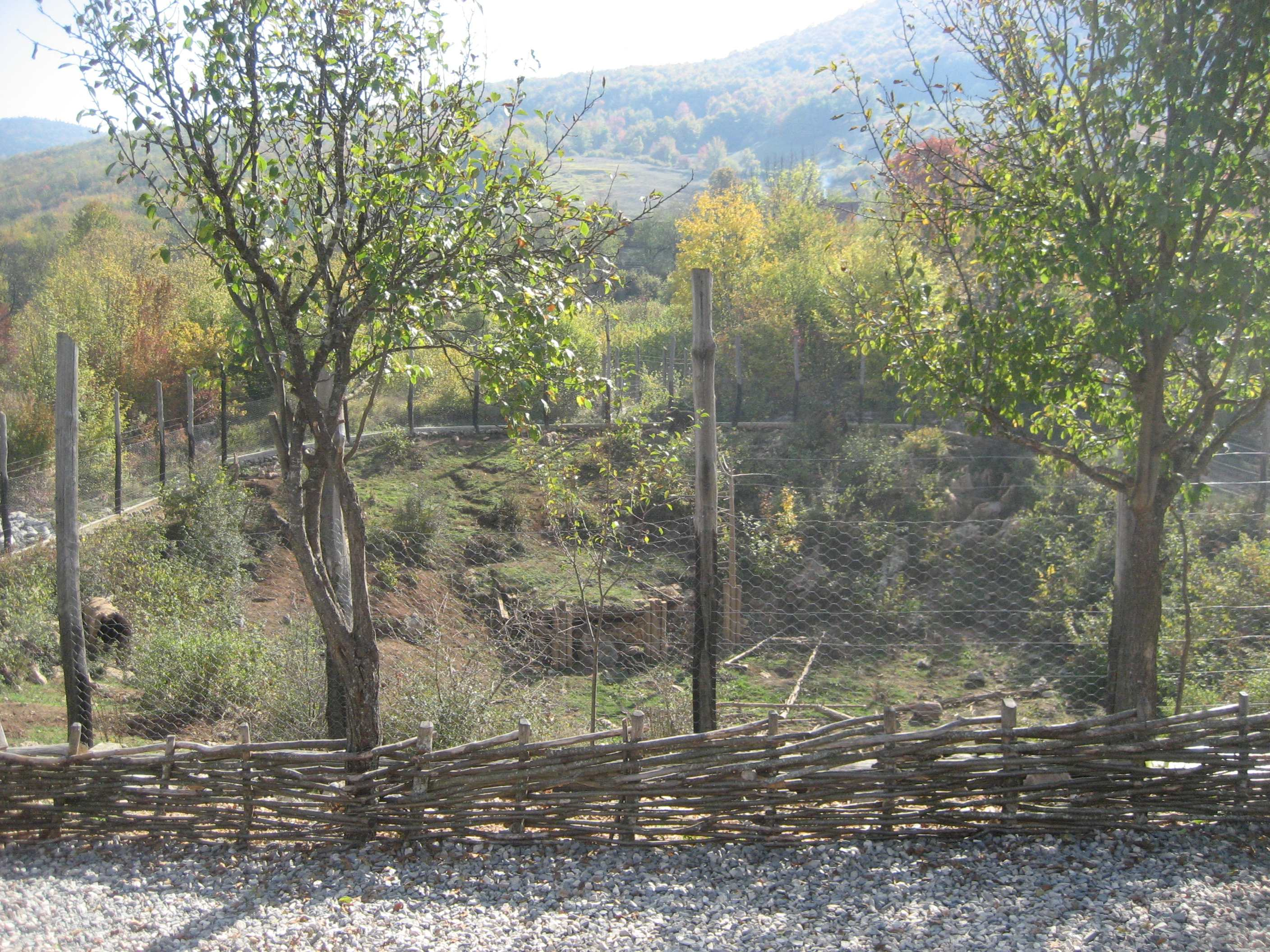
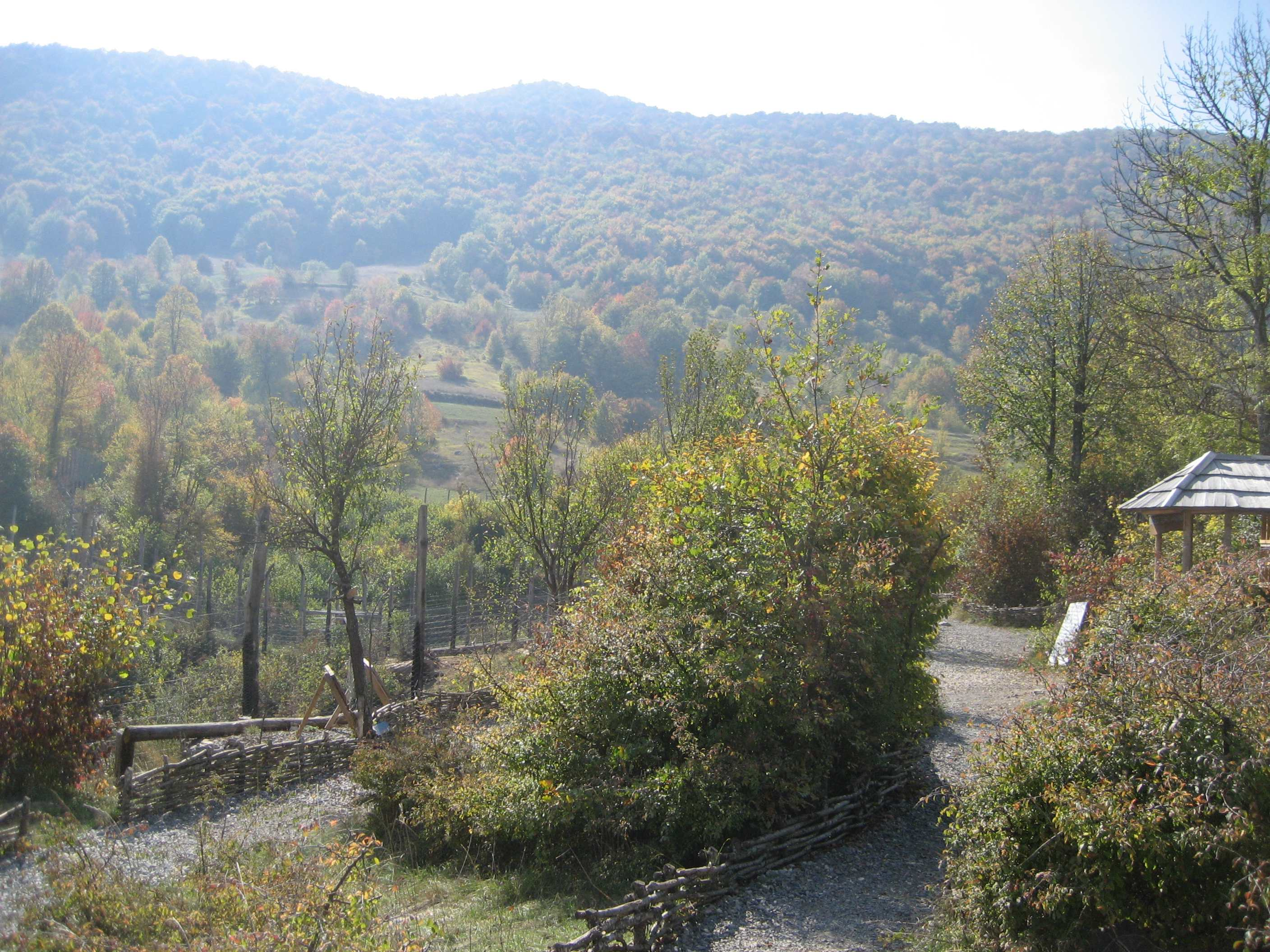
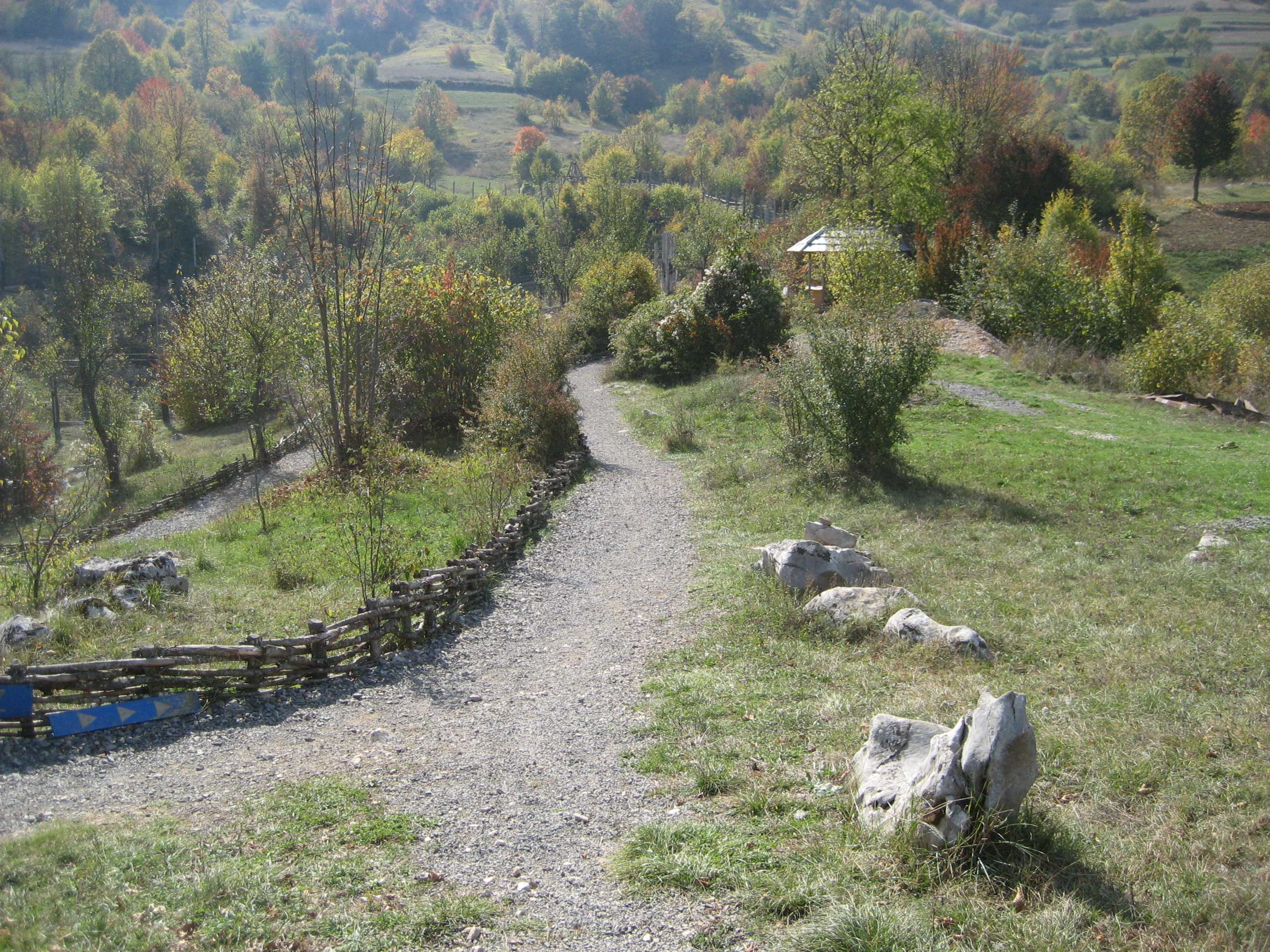
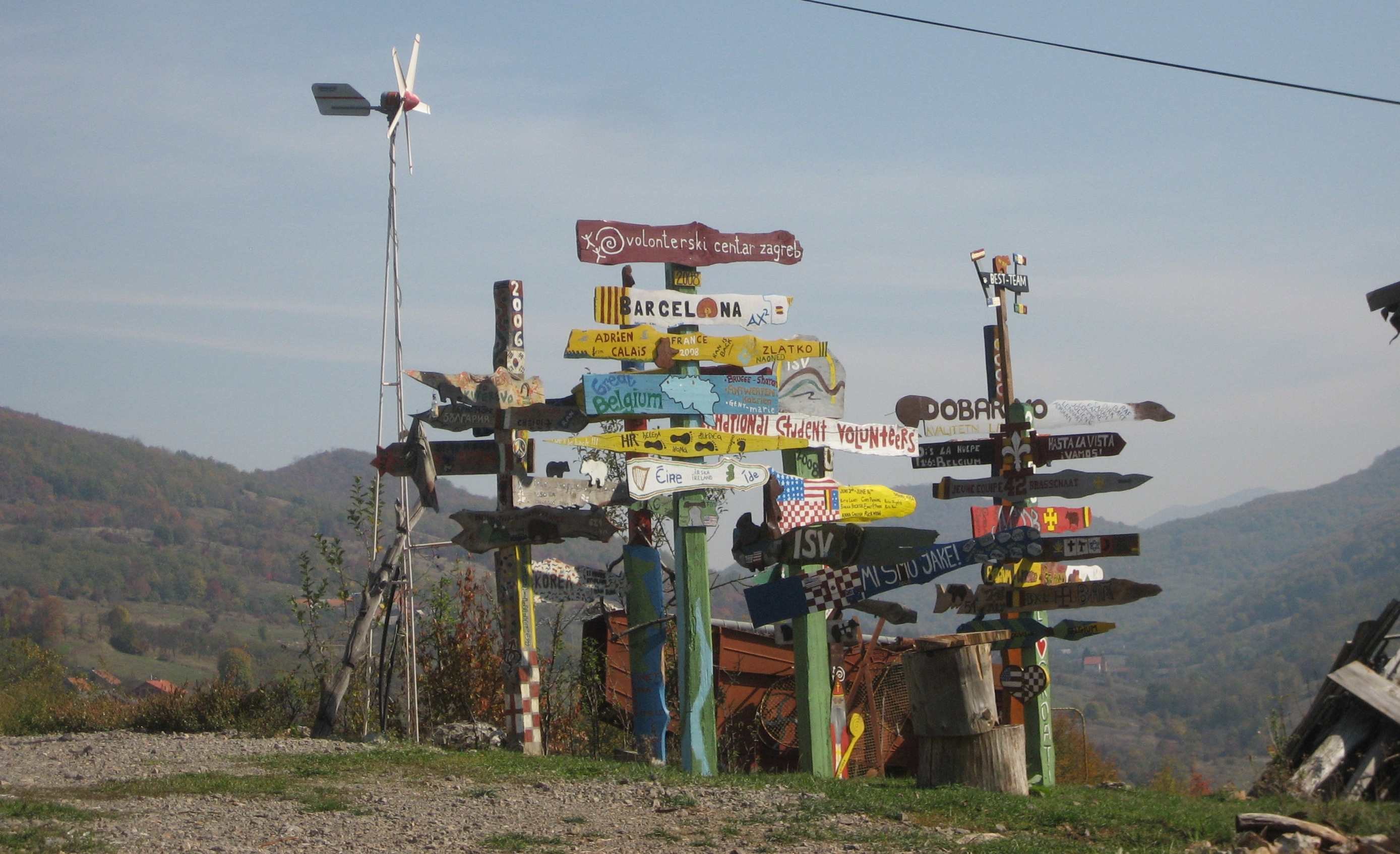
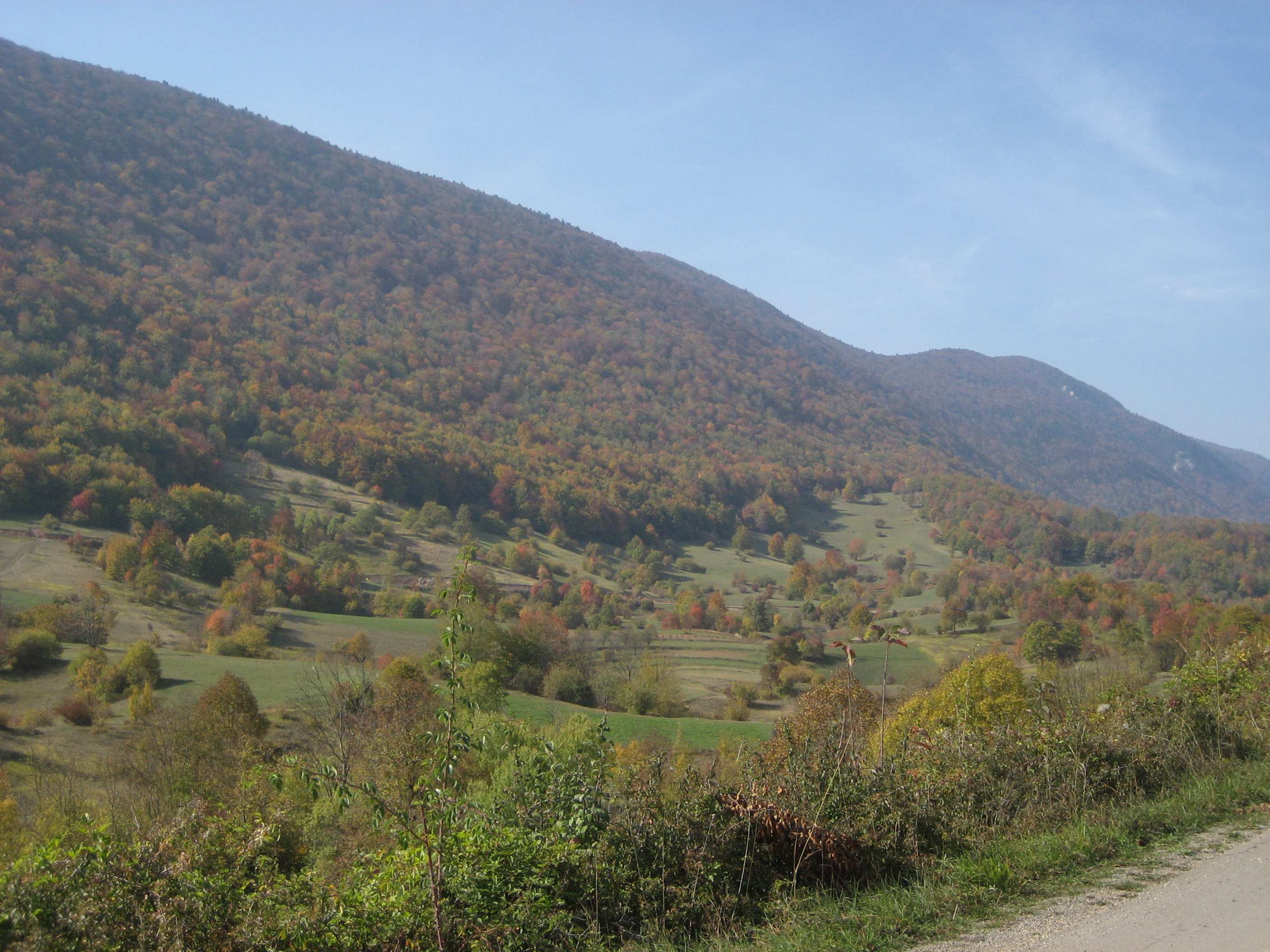

## Történet
A kuterevói mackómenedékhelyet 2002-ben alapították.

## Lásd még
- Veresegyházi Medveotthon
- Libearty Bear Sanctuary

## Külső hivatkozások
- Hivatalos honlap Archiválva 2017. április 20-i dátummal a Wayback Machine-ben (horvátul)
- Volunteers' life in Kuterevo
- Öko-látványosság Lika hegyes-völgyes tájain – A kuterevói mackómenedékhely Archiválva 2008. szeptember 18-i dátummal a Wayback Machine-ben